# Dioşti
Dioşti es una comuna ubicada en el distrito de Dolj, Rumania.

## Superficie
Posee una superficie de 62,74 kilómetros cuadrados.

## Demografía
Hasta 2021 la población era de 2534 habitantes, con una densidad de población de 40,39 habitantes por kilómetro cuadrado.